# Eric S. Raymond
Eric Steven Raymond (röviden ESR) (Boston, Massachusetts, 1957. december 4. –) számítógép-programozó, író és a szabad szoftver mozgalom pártfogója.
A hacker kultúrán belül azzal tett szert hírnévre, hogy ő volt a "Jargon File" karbantartója.
1997-től kezdve, amikor megjelent a The Cathedral and the Bazaar (A katedrális és a bazár) című könyve, Raymond-ot a nyílt forráskódú szoftverek mozgalmának nagytekintélyű képviselőjeként tartják számon, melynek ma is a legelismertebb és legvitatottabb alakjai közé tartozik.
A programozáson kívül Raymond egy elkötelezett anarcho-kapitalista és az amerikai Libertarian Party támogatója.
Érdeklődési területei még a science fiction és a fegyverek, lelkes amatőr zenész és feketeöves "Moo Do" harcos, amely egy Tae Kwon Do-n alapuló harcművészet.

## Magyarul
- A katedrális és a bazár. Egy botcsinálta forradalmár gondolatai a Linuxról és a nyílt forráskódú programokról; ford. Rézműves László; Kiskapu, Bp., 2004